# Stansmachine

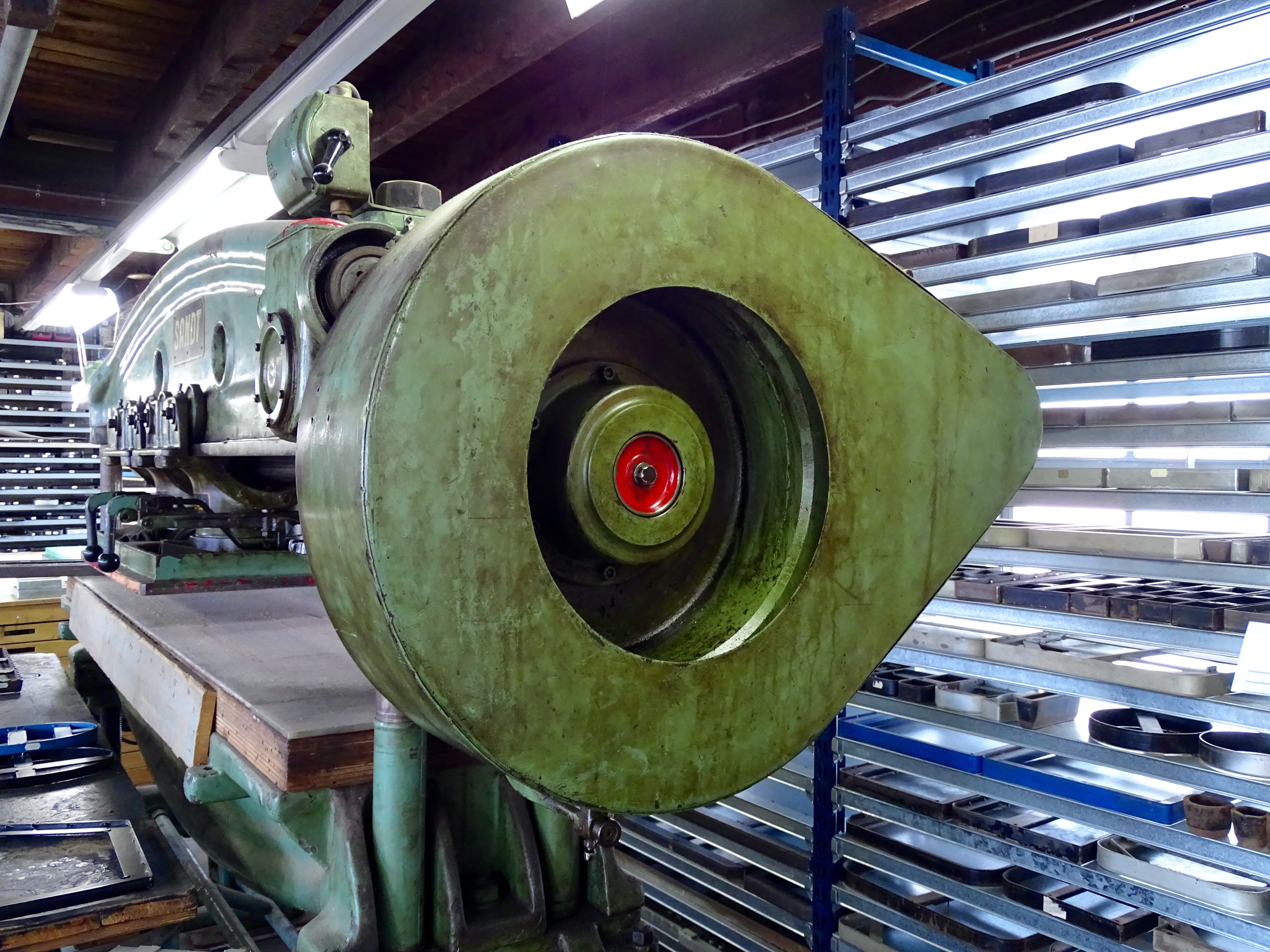
Karrebalkstansmachine in een voormalige leerverwerkingsfabriek, de stansmessen liggen in het schap er achter

Een stansmachine is een machine waarmee uit bijvoorbeeld metaal, leer of textiel stukken kunnen worden gehaald. Het stansen is eigenlijk materiaal eruit slaan, of materiaal onder een bepaalde hoek of vorm zetten. Bij stansen is het eruit geslagen materiaal het product; dit is het verschil met ponsen, waar de overblijvende plaat het product is.
Met een stansmachine is het ook mogelijk reliëf aan een product te geven. Dit gebeurt door middel van stempels. Deze stempels zijn van hard staal (snelstaal) en heel nauwkeurig van maat. De onderstempel en de bovenstempel moeten goed op elkaar aansluiten. Wanneer eenmaal deze stempels door een stempelmaker zijn gemaakt, kunnen van een bepaald product duizenden of meer exemplaren worden gemaakt. De stempels kunnen bovendien worden bewaard om in een later stadium weer hetzelfde product te vervaardigen.
Uit metaal maakt men met behulp van stansmachines allerlei producten, van bestek tot auto-onderdelen.